# Arrieta (Bizkaia)
Arrieta ist eine Gemeinde in der spanischen Provinz Bizkaia in der Autonomen Region Baskenland.

Flagge Arrietas

## Politik
| Partei                              | 2015      | 2015  | 2011      | 2011  |
| Partei                              | Stimmen % | Sitze | Stimmen % | Sitze |
| EAJ-PNVO                            | *         | *     | 53,03 %   | 4     |
| Bildu                               | *         | *     | 44,85 %   | 3     |
| PSOE                                | *         | *     | 0,61 %    | 0     |
| PP                                  | *         | *     | 0,91 %    | 0     |
| Quelle: Spanisches Innenministerium |           |       |           |       |

## Persönlichkeiten
- José Ramón Goyeneche (* 1941), Radrennfahrer